# جایزه ویژه هیئت داوران (جشنواره فیلم ونیز)
جایزهٔ ویژهٔ هیئت‌داوران (انگلیسی: Special Jury Prize) یکی از جوایز اهدا شده در جشنواره فیلم ونیز است. این جایزه به یک یا دو فیلم در سال اهدا می‌شود.

## برندگان
| سال  | فیلم           | کارگردان(ها)     | ملیت                |
| ---- | -------------- | ---------------- | ------------------- |
| ۱۹۸۰ | اسکندر کبیر    | تئو آنگلوپولوس   | یونان               |
| ۱۹۸۵ | شناور چراغدار  | یژی اسکولیموفسکی | لهستان              |
| ۲۰۱۳ | همسر افسر پلیس | فیلیپ گرونینگ    | آلمان               |
| ۲۰۱۴ | سیواس          | کان مژدهی        | ترکیه               |
| ۲۰۱۵ | جنون           | امین آلپر        | ترکیه               |
| ۲۰۱۶ | گروه بد        | آنا لیلی امیرپور | ایالات متحدهٔ آمریکا |
| ۲۰۱۷ | سرزمین شیرین   | وارویک تورونتون  | استرالیا            |
| ۲۰۱۸ | بلبل           | جنیفر کنت        | استرالیا            |